# Супрасльський літопис
Супрасльський літопис, Короткий Київський літопис — складений у кінці 15 — на поч. 16 ст. на території Білорусі. Знайдений в Супрасльському монастирі неподалік Білостока, нині Польща), звідки й походить його назва. Знайдений професором Віленського університету Г. М. Даниловичем, опублікований першим з білорусько-литовських літописів. Супрасльський літопис висвітлює події з 9 ст. до 1515 р. Літопис поєднує в собі дві пам'ятки історичної літератури — «Короткий Новгородський» і «Короткий Київський літописи».
Вирішальну роль у створенні зіграли дві родини — Одинцевичі (за замовленням одного з них був створений рукопис) і Ходкевичі — фундатори монастиря. Збірник, де вміщений літопис, починається з родоводу Одинцевичів. Наприкінці рукопису є запис, що закінчений він 7028 (1519) року 6 жовтня, про себе переписувач сповістив, що звати його Григорій Іванович.
Перша — більша за розміром — частина Супрасльського літопису є компіляцією. У формі стислих порічних записів тут викладено історію київських, московських і литовських князів від 862 до 1500 р. В другій частині автор виступає вже як сучасник. Останній запис зроблено 1543 р. Ця частина відзначається точним датуванням і вірогідністю викладу історичних подій. В літописі оповідається про зруйнування Києва кримськими татарами (1482 р.), вторгнення татар на Волинь (1491, 1496 рр.), змову київського князя Михайла Олельковича проти Литви і страту змовників (1481 р.), про перемогу князя Костянтина Острозького над військами московського великого князя Васілія ІІІ під Оршею (1514 р.) та інші події.
Супрасльський літопис становить цінне джерело з історії Русі-України та Білої Русі 14 — 1-ї пол. 16 ст. Вперше Супрасльський літопис опублікував Михайло Андрійович Оболенський 1836 року.